# Islam Alijaj

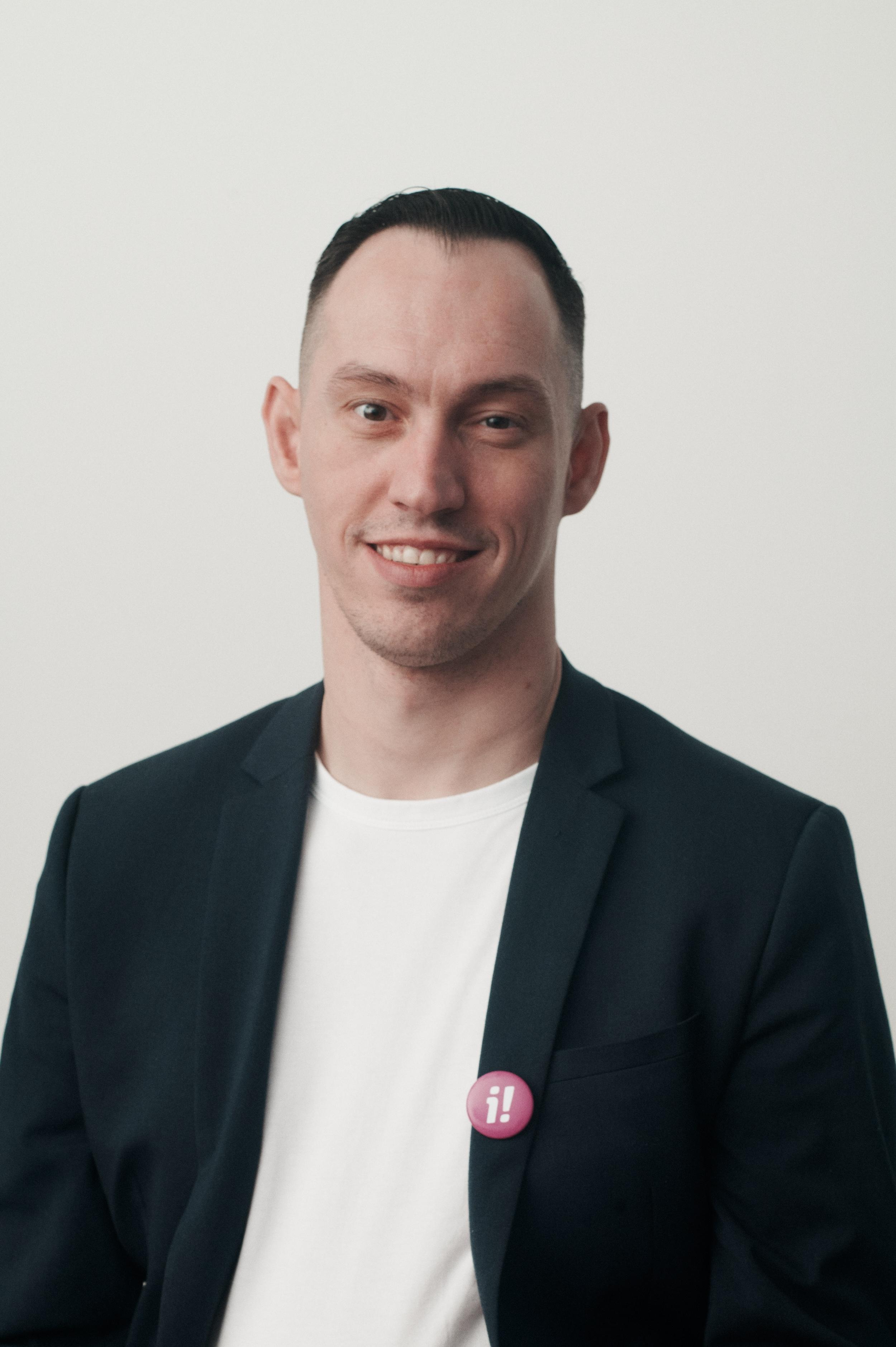
Islam Alijaj

Islam Alijaj (* 18. Juni 1986; heimatberechtigt in Zürich) ist ein Schweizer Politiker (SP) und Behindertenrechtsaktivist.
Bei den Wahlen am 22. Oktober 2023 erlangte er als erster Schweiz-Albaner einen Sitz im Nationalrat. Neben ihm kandidierten noch etwa 30 weitere Kandidaten mit albanischen Wurzeln für einen Parlamentssitz. Der sich für eine «Behindertenrevolution» einsetzende Secondo mit Wurzeln in Hereq bei Gjakova (Kosovo) kandidierte für seinen Heimatkanton Zürich und erreichte über 95'000 Stimmen. Seine Nationalratskampagne wurde mit zahlreichen internationalen Preisen ausgezeichnet, darunter Bronze bei den Cannes Lions, ein Wood Pencil bei den D&AD Awards und ein Grand Award bei den New York Festivals.
Islam Alijaj hat seit seiner Geburt eine Cerebralparese, sitzt deswegen im Rollstuhl und hat eine Sprachbehinderung. Die Cerebralparese beeinträchtigt jedoch nicht seine kognitiven Fähigkeiten.
Im Februar 2022 wurde er als SP-Vertreter in den Zürcher Gemeinderat gewählt und sitzt dort in der Schulkommission. Er ist seit 2017 Mitglied der SP und zurzeit (2023) Vorstandsmitglied der SP Zürich 9. Alijaj präsidiert die Vereine selbstbestimmung.ch sowie Tatkraft und wirkte in einer Arbeitsgruppe mit, welche die Umsetzung der UNO-Behindertenrechtskonvention in der Schweiz zum Ziel hatte.
Islam Alijaj ist gelernter Kaufmann, verheiratet und hat zwei Kinder.

## Veröffentlichungen
- Wir müssen reden. Ein biographisches Manifest. Limmat Verlag, Zürich 2023, ISBN 978-3-03926-056-0.